# Wolfgang Feist

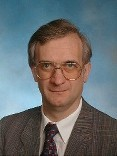
Wolfgang Feist, 2006

Wolfgang Feist (* 1954) ist ein deutscher Physiker und Bauphysiker. Er leitet das von ihm gegründete Passivhaus Institut in Darmstadt und gilt als Vorreiter des Passivhaus-Energiestandards für Gebäude.

## Leben
Feist studierte 1973 bis 1981 Physik an der Universität Tübingen. Seine Diplomarbeit schrieb er im Fach Festkörperquantenmechanik. Von 1981 bis 1985 war er wissenschaftlicher Mitarbeiter und Lehrbeauftragter an der Universität Kassel und war am Aufbau des Studienganges Weiterbildenden Studium Energietechnik beteiligt. In den folgenden zehn Jahren war er Wissenschaftlicher Mitarbeiter am Institut Wohnen und Umwelt (IWU) in Darmstadt, wo er den Arbeitsbereich Energie aufbaute. Das Thema seiner Arbeiten war in dieser Zeit die Forschung und Entwicklung zu Niedrigenergiehäusern in Deutschland. Während dieser Zeit absolvierte er Gastforschungsaufenthalte am Institut für Baukonstruktionslehre der Universität Lund und war  Leiter des Forschungsprojektes Passivhaus Darmstadt Kranichstein.
Im Jahr 1992 promovierte er im Fachbereich Architektur der Universität Kassel mit dem Schwerpunkt thermische Gebäudesimulation. 
1996 gründete Feist das Passivhaus Institut in Darmstadt. Er hat die wissenschaftliche Leitung des Arbeitskreises kostengünstige Passivhäuser und des europäischen Demonstrationsprojektes CEPHEUS inne. Seit 1. März 2008 ist Wolfgang Feist Universitätsprofessor für Hochbau, Bauphysik und Gebäudetechnik an der Universität Innsbruck.
Er ist verheiratet und hat zwei Söhne.

## Werke
- Passivhäuser in Mitteleuropa, theoretische Untersuchungen von Simulationsmodellen für das thermische Verhalten von Gebäuden und Anwendung auf die Auslegung der Konstruktionsdetails von Passivhäusern, Dissertation an der Gesamthochschule Kassel 1992.
- Thermische Gebäudesimulation. Kritische Prüfung unterschiedlicher Modellansätze. Müller, Heidelberg 1994, ISBN 3-7880-7486-8.
- Das Niedrigenergiehaus, 5. Auflage. Müller, Heidelberg 1998 (Erstausgabe 1989), ISBN 3-7880-7638-0.
- Gestaltungsgrundlagen Passivhäuser, Beispiel, Darmstadt 2001
- Arbeitskreis kostengünstige Passivhäuser. Protokollbände 1–61. Darmstadt 1996–2024
- Passivhaus Projektierungspaket PHPP, Passivhaus Institut 1998–2024
- Herausgeber der Tagungsbände der Internationalen Passivhaustagungen 1996, 1998, 2000, 2003, 2005, 2006, 2008 bis 2019.

## Auszeichnungen
Feist ist Träger des Deutschen Umweltpreises (2001), des Internationalen Umweltpreises der Stadt Göteborg (2003) sowie des Sustainable Building Awards der Universität Lund (2014).